# Ichneumon sequanensis
Ichneumon sequanensis är en stekelart som beskrevs av Cuvier 1833. Ichneumon sequanensis ingår i släktet Ichneumon och familjen brokparasitsteklar. Inga underarter finns listade i Catalogue of Life.